# Mitropacup 1975
De Mitropacup 1975 was de 35e editie van deze internationale beker en voorloper van de huidige Europacups.
Ook dit jaar was de opzet van het toernooi gelijk aan die van de Mitropacups in 1972, 73 en 74. Zes clubs, uit Italië, Hongarije, Joegoslavië, Oostenrijk en Tsjechoslowakije, zouden weer in twee groepen van drie deelnemers een competitie spelen en de beide winnaars zouden in een finale de winnaar bepalen.
 Groep A 
| Club              | Land                | Uitslagen | Land                 | Club              |
| ----------------- | ------------------- | --------- | -------------------- | ----------------- |
| SSW Innsbruck     | Vlag van Oostenrijk | 4-1 , 1-0 | Vlag van Hongarije   | Tatabánya Banyász |
| SSW Innsbruck     | Vlag van Oostenrijk | 3-1 , 0-0 | Vlag van Joegoslavië | NK Rijeka         |
| Tatabánya Banyász | Vlag van Hongarije  | 3-1 , 3-1 | Vlag van Joegoslavië | NK Rijeka         |

 Klassement 
| Plaats | Club              | W : w - g - v | Punten | Doelsaldo |
| ------ | ----------------- | ------------- | ------ | --------- |
| 1      | SSW Innsbruck     | 4 : 3 - 1 - 0 | 7      | 8 - 2     |
| 2      | Tatabánya Banyász | 4 : 2 - 0 - 2 | 4      | 7 - 7     |
| 3      | NK Rijeka         | 4 : 0 - 1 - 3 | 1      | 3 - 9     |

 Groep B 
| Club               | Land               | Uitslagen | Land              | Club               |
| ------------------ | ------------------ | --------- | ----------------- | ------------------ |
| Honvéd Boedapest   | Vlag van Hongarije | 0-2 , 4-2 | Vlag van Tsjechië | Sklo Union Teplice |
| Honvéd Boedapest   | Vlag van Hongarije | 2-0 , 0-0 | Vlag van Italië   | AC Fiorentina      |
| Sklo Union Teplice | Vlag van Tsjechië  | 1-2 , 2-0 | Vlag van Italië   | AC Fiorentina      |

 Klassement 
| Plaats | Club               | W : w - g - v | Punten | Doelsaldo |
| ------ | ------------------ | ------------- | ------ | --------- |
| 1      | Honvéd Boedapest   | 4 : 2 - 1 - 1 | 5      | 6 - 4     |
| 2      | Sklo Union Teplice | 4 : 2 - 0 - 2 | 4      | 7 - 6     |
| 3      | AC Fiorentina      | 4 : 1 - 1 - 2 | 3      | 2 - 5     |

 Finale 
| WINNAAR       | Land                | Uitslagen | Land               | FINALIST         |
| ------------- | ------------------- | --------- | ------------------ | ---------------- |
| SSW Innsbruck | Vlag van Oostenrijk | 3-1 , 2-1 | Vlag van Hongarije | Honvéd Boedapest |

1927 · 1928 · 1929 · 1930 · 1931 · 1932 · 1933 · 1934 · 1935 · 1936 · 1937 · 1938 · 1939 · 1940 · 1951 · 1955 · 1956 · 1957 · 1958 · 1959 · 1960 · 1961 · 1962 · 1963 · 1964 · 1965 · 1966 · 1967 · 1968 · 1969 · 1970 · 1971 · 1972 · 1973 · 1974 · 1975 · 1976 · 1977 · 1978 · 1980 · 1981 · 1982 · 1983 · 1984 · 1985 · 1986 · 1987 · 1988 · 1989 · 1990 · 1991 · 1992